# Chiesa di San Lorenzo (Fauglia)
La chiesa di San Lorenzo si trova a Fauglia.

## Storia e descrizione
Citata dal 1251 e ampliata tra il XV e il XVI secolo, crollò a causa del terribile sisma del 1846, e subito dopo fu riedificata in posizione più centrale.
Il progetto di ricostruzione fu affidato all'architetto livornese Arturo Conti.
Il nuovo edificio si presenta con una semplice facciata in stile neorinascimentale, scandita da tre arcate cieche che includono le porte.
L'interno è diviso in tre navate; sull'altare in testa alla navata destra si trova un rilievo in terracotta dipinta con  la venerata immagine della "Madonna del Soccorso". In testa alla navata sinistra, si trova l'altare del Crocifisso, realizzato in marmi policromi nel XVIII secolo.
La cappella del Rosario, ospita la Madonna del Rosario, di scuola pisana del XVIII secolo. Nella prima campata della navata sinistra si trova il dipinto, anch'esso settecentesco, con San Lorenzo, attribuito al pisano Luigi Secchi.
Della vecchia chiesa, che si trovava nei pressi del cimitero, alla periferia meridionale del paese, rimane il campanile.